# Allognosta stigmaticalis
Allognosta stigmaticalis är en tvåvingeart som beskrevs av Günther Enderlein 1921. Allognosta stigmaticalis ingår i släktet Allognosta och familjen vapenflugor. Inga underarter finns listade i Catalogue of Life.